# Noh Young-seok
Dans ce nom coréen, le nom de famille, Noh, précède le nom personnel.
Noh Young-seok est un réalisateur, scénariste, producteur, directeur artistique, photographe, monteur et compositeur coréen, né en 1976 à Séoul.

## Biographie
Né en 1976 à Séoul, Kim Hyeon-seok étudie la céramique à l'université nationale de Séoul.

## Filmographie
En tant que réalisateur
- 2008 : Daytime Drinking (낮술)
- 2013 : Intruders (조난자들)

En tant que scénariste
- 2008 : Daytime Drinking (낮술)
- 2013 : Intruders (조난자들)

En tant que producteur
- 2008 : Daytime Drinking (낮술)

En tant que directeur artistique
- 2008 : Daytime Drinking (낮술)

En tant que directeur de la photographie
- 2008 : Daytime Drinking (낮술)

En tant que monteur
- 2008 : Daytime Drinking (낮술)

En tant que compositeur
- 2008 : Daytime Drinking (낮술)
- 2013 : Intruders (조난자들)[2]

## Distinctions

### Récompenses
- Festival international du film de Locarno 2008 : pour Daytime Drinking
  - « Special Mention »
  - Léopard d'or
  - Prix Netpac
- Festival international des cinémas d'Asie de Vesoul 2009 : Prix de jury INALCO pour Daytime Drinking
- Festival international du film d’Hawaï 2013 : Meilleur film à caractère narratif pour Intruders

### Nominations
- Festival International du Cinéma Indépendant de Buenos Aires 2009 : Meilleur film pour Daytime Drinking
- Festival international des cinémas d'Asie de Vesoul 2009 : Cyclo d'or pour Daytime Drinking